# Fortuna Sittardia Combinatie
O Fortuna Sittardia Combinatie, mais conhecido como Fortuna Sittard, é um clube de futebol dos Países Baixos. Sua sede fica na cidade de Sittard-Geleen.

## Títulos
- KNVB Cup (2): 1956/1957, 1963/1964
- Eerste Divisie: 1994/95

## Elenco atual
Última atualização: 17 de fevereiro de 2025.